# ويليم بروير (نحات)
ويليم بروير (بالهولندية: Willem Coenraad Brouwer)‏ (و. 1877 – 1933 م) هو نحات هولندي، ولد في لايدن، توفي في زوترفاوده، عن عمر يناهز 56 عاماً.

## معرض صور

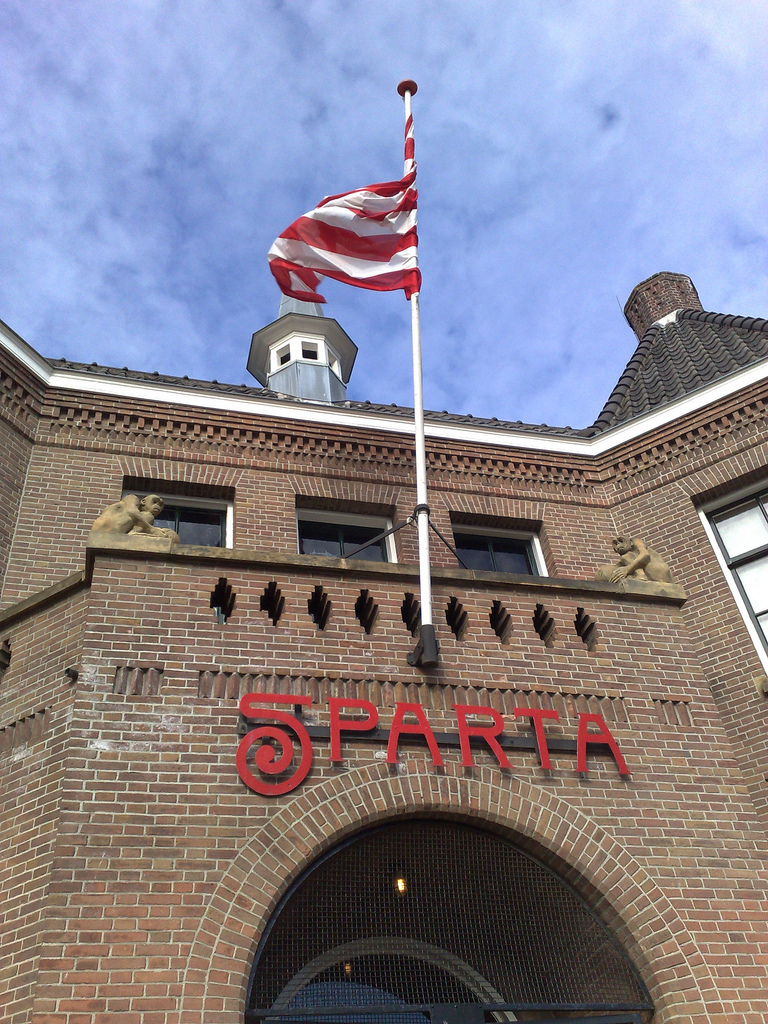
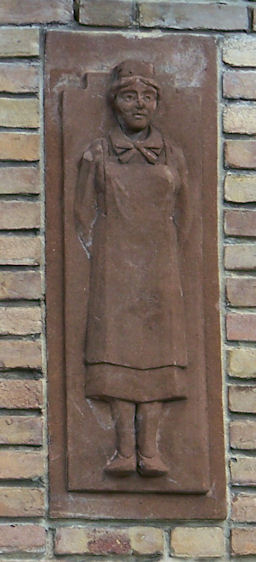
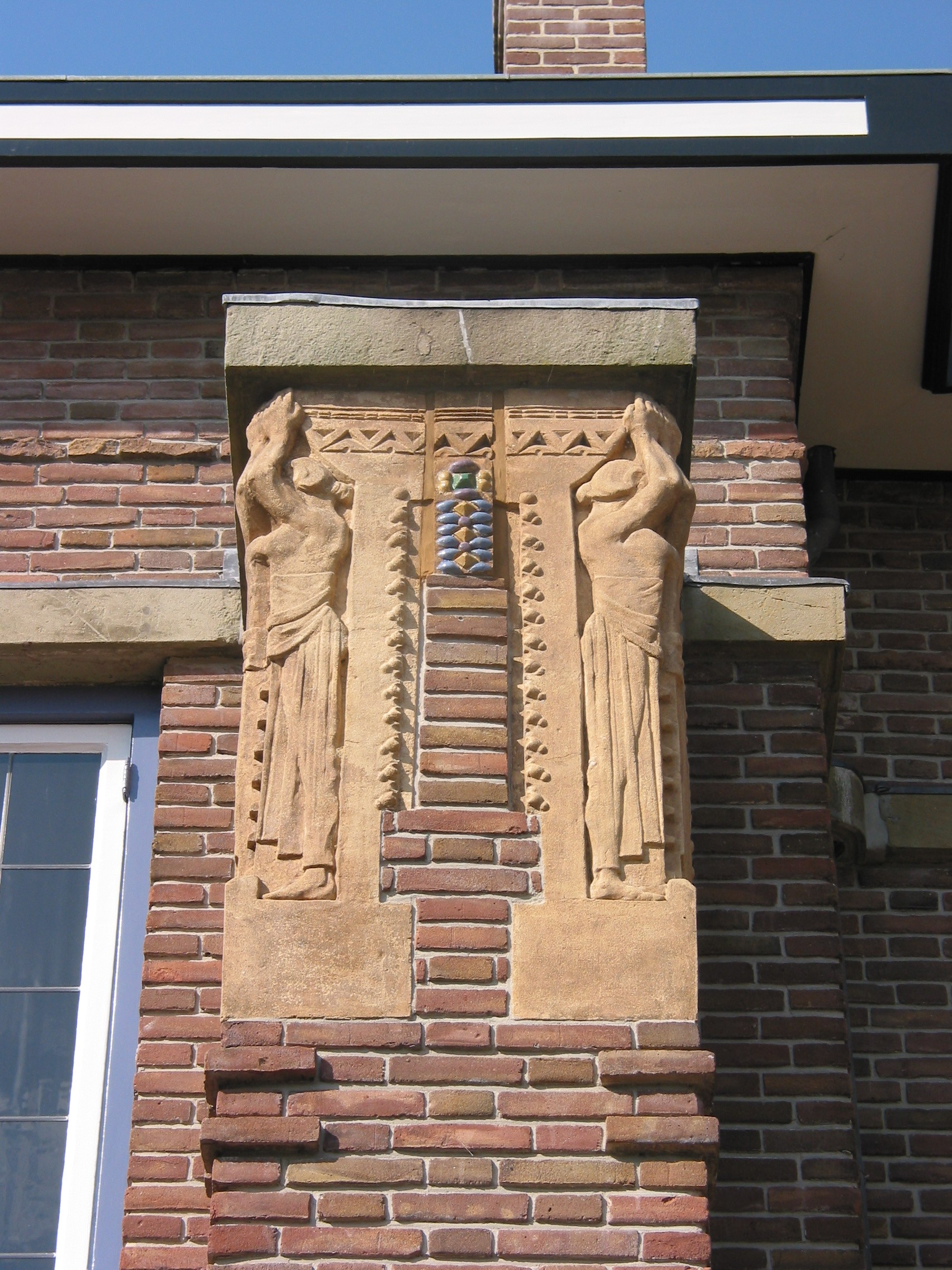